# Большая Керзеньга
Большая Керзеньга — река в Шенкурском районе Архангельской области России, правый приток реки Паденьги (бассейн Северной Двины).
Протекает по территории Верхопаденьгского и Устьпаденьгского сельских поселений. Длина водотока — 18 км. Основной приток — Малая Керзеньга. В устье реки находится посёлок Керзеньга.

## Данные водного реестра
По данным государственного водного реестра России относится к Двинско-Печорскому бассейновому округу, водохозяйственный участок реки — Вага, речной подбассейн реки — Северная Двина ниже места слияния Вычегды и Малой Северной Двины. Речной бассейн реки — Северная Двина.
Код объекта в государственном водном реестре — 03020300212103000031919.

## Топографическая карта
- Лист карты P-37-83,84 Артемьевская. Масштаб: 1 : 100 000. Издание 1975 г.